# Sozusa heterocera
Sozusa heterocera är en fjärilsart som beskrevs av Walker 1864. Sozusa heterocera ingår i släktet Sozusa och familjen björnspinnare. Inga underarter finns listade i Catalogue of Life.